# Państwo florystyczne
Państwo florystyczne, roślinne – najwyższa rangą jednostka podziału fitogeograficznego o swoistej florze, która powiązana jest pochodzeniem i historią. Charakterystyczną cechą państwa roślinnego jest endemizm na poziomie rodzin i rodzajów. Granice państwa mogą obejmować różne formacje roślinne.
W praktyce szata roślinna na pograniczach różnych terytoriów (fitochorionów) wykazuje cechy obojga terytoriów, przez co granice są nieostre lub umowne. Terytoria takie mogą być rozległe i obejmować cały obszar florystyczny (np. Obszar Saharo-Sindyjski wykazujący cechy pozwalające go zaliczyć zarówno do Państwa Holarktycznego, jak i Paleotropikalnego). Podobne terytoria znajdują się na większości pograniczy państw (Patagonia, Wyspy Juan Fernandez, Meksyk, Nowa Gwinea, Nowa Kaledonia, Nowa Zelandia, Syczuan) i mniejszych jednostek.

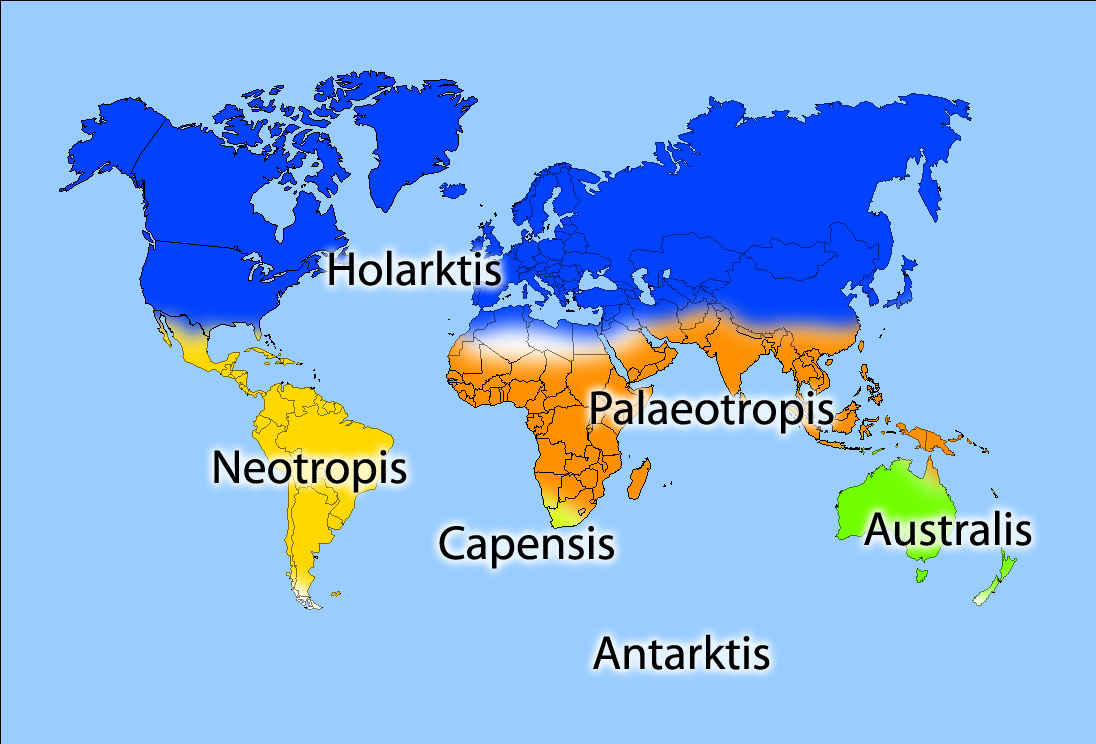
Państwa florystyczne

Wyróżnia się następujące państwa florystyczne:
- Państwo holarktyczne (Holoarctis)
  - Podpaństwo Borealne
    - Obszar Cyrkumborealny (15 prowincji)
    - Obszar Wschodnioazjatycki (12 prowincji)
    - Obszar Ameryki Atlantyckiej (3 prowincje)
    - Obszar Ameryki Pacyficznej (2 prowincji)

  - Podpaństwo Starośródziemnomorskie (Tetydzkie)
    - Obszar Makaronezyjski (4 prowincje)
    - Obszar Śródziemnomorski (9 prowincji)
    - Obszar Saharo-Sindyjski (2 prowincje)
    - Obszar Irańsko-Turański (12 prowincji)

  - Podpaństwo Madreńskie (Sonorskie)
    - Obszar Madreński (4 prowincje)

- Państwo australijskie (Australis)
  -     - Obszar Australii Północno-Wschodniej (3 prowincje)
    - Obszar Australii Południowo-Wschodniej (1 prowincja)
    - Obszar Australii Środkowej (1 prowincja)

- Państwo neotropikalne (Neotropis)
  -     - Obszar Karaibski (3 prowincje)
    - Obszar Wyżyny Gujańskiej (1 prowincja)
    - Obszar Amazoński (2 prowincje)
    - Obszar Środkowobrazylijski (5 prowincji)
    - Obszar Andyjski (2 prowincje)

- Państwo paleotropikalne (Palaeotropis)
  - Podpaństwo Afrykańskie
    - Obszar Gwinejsko-Kongijski (2 prowincje)
    - Obszar Sudańsko-Zambezyjski (8 prowincji)
    - Obszar Karru i Namibii (3 prowincje)
    - Obszar Wysp w. Heleny i Wniebowstąpienia (2 prowincje)

  - Podpaństwo Madagaskarskie
    - Obszar Madagaskarski (8 prowincji)

  - Podpaństwo Indomalajskie
    - Obszar Indyjski (4 prowincje)
    - Obszar Indochiński (6 prowincji)
    - Obszar Malezyjski (9 prowincji)
    - Obszar Wysp Fidżi (2 prowincje)
    - Obszar Polinezyjski (2 prowincje)
    - Obszar Hawajski (1 prowincja)

  - Podpaństwo Nowokaledońskie
    - Obszar Nowokaledoński (1 prowincja)

- Państwo antarktyczne (Holantarctis)
  -     - Obszar Wysp Juan Fernández (1 prowincja)
    - Obszar Chilijsko-Patagoński (5 prowincji)
    - Obszar Wysp Subantarktycznych (2 prowincje)
    - Obszar Nowozelandzki (8 prowincji)
    - Obszar Antarktyczny (2 prowincje)

- Państwo przylądkowe (Capensis)
  -     - Obszar Przylądkowy (1 prowincja)

Do sześciu państw dodaje się niekiedy także państwo oceaniczne obejmujące morza i oceany.
- Państwo oceaniczne (morskie)
  - obszary przybrzeżne
    - Borealny (Północny)
    - Zwrotnikowy Atlantycki
    - Zwrotnikowy Indyjsko-Pacyficzny
    - Australny (Południowy)
    - Antarktyczny

  - obszary pelagiczne
    - Arktyczno-Borealny
    - Zwrotnikowy Atlantycki
    - Indyjsko-Pacyficzny
    - Antarktyczny

Powyższy podział bywa inaczej ujmowany przez niektórych badaczy. Przykładowo – Władysław Szafer wyodrębnił państwo śródziemnomorskie.